# Eva Romanová
Eva Romanová, po mężu Graham (ur. 27 stycznia 1946 w Ołomuńcu) – czechosłowacka łyżwiarka figurowa, startująca w parach sportowych, a następnie w parach tanecznych z bratem Pavlem Romanem. 4-krotna mistrzyni świata (1962–1965), dwukrotna mistrzyni Europy (1964, 1965) oraz mistrzyni Czechosłowacji (1959) w parach tanecznych.
Romanová wyszła za mąż za Brytyjczyka Jackiego Grahama i zamieszkała w Anglii.

## Osiągnięcia
Z Pavlem Romanem

### Pary taneczne
| Zawody                     | 1959           | 1960           | 1961           | 1962           | 1963           | 1964           | 1965           |                |                |                |                |                |                |                |                |                |                |
| Międzynarodowe             | Międzynarodowe | Międzynarodowe | Międzynarodowe | Międzynarodowe | Międzynarodowe | Międzynarodowe | Międzynarodowe | Międzynarodowe | Międzynarodowe | Międzynarodowe | Międzynarodowe | Międzynarodowe | Międzynarodowe | Międzynarodowe | Międzynarodowe | Międzynarodowe | Międzynarodowe |
| -------------------------- | -------------- | -------------- | -------------- | -------------- | -------------- | -------------- | -------------- | -------------- | -------------- | -------------- | -------------- | -------------- | -------------- | -------------- | -------------- | -------------- | -------------- |
| Mistrzostwa świata         |                |                |                | 1              | 1              | 1              | 1              |                |                |                |                |                |                |                |                |                |                |
| Mistrzostwa Europy         | 7              | 7              | 5              | 3              | 2              | 1              | 1              |                |                |                |                |                |                |                |                |                |                |
| Krajowe                    |                |                |                |                |                |                |                |                |                |                |                |                |                |                |                |                |                |
| Mistrzostwa Czechosłowacji | 1              |                |                |                |                |                |                |                |                |                |                |                |                |                |                |                |                |

### Pary sportowe
| Zawody                     | 1957           | 1958           | 1959           |                |                |                |                |                |                |                |                |                |                |                |                |                |                |
| Międzynarodowe             | Międzynarodowe | Międzynarodowe | Międzynarodowe | Międzynarodowe | Międzynarodowe | Międzynarodowe | Międzynarodowe | Międzynarodowe | Międzynarodowe | Międzynarodowe | Międzynarodowe | Międzynarodowe | Międzynarodowe | Międzynarodowe | Międzynarodowe | Międzynarodowe | Międzynarodowe |
| -------------------------- | -------------- | -------------- | -------------- | -------------- | -------------- | -------------- | -------------- | -------------- | -------------- | -------------- | -------------- | -------------- | -------------- | -------------- | -------------- | -------------- | -------------- |
| Mistrzostwa Europy         |                |                | 12             |                |                |                |                |                |                |                |                |                |                |                |                |                |                |
| Krajowe                    |                |                |                |                |                |                |                |                |                |                |                |                |                |                |                |                |                |
| Mistrzostwa Czechosłowacji | 3              | 2              | 2              |                |                |                |                |                |                |                |                |                |                |                |                |                |                |

## Nagrody i odznaczenia
- Światowa Galeria Sławy Łyżwiarstwa Figurowego – 2019[4]